# 電力需給ひっ迫警報
電力需給ひっ迫警報（でんりょくじゅきゅうひっぱくけいほう）は、電力の予備率が3%を下回ると予想される、または下回った場合に、大規模停電を未然に防ぐために経済産業省の資源エネルギー庁が発令する日本の警報である:38。電力不足のため実施する計画停電よりも前に位置づけられたもので、2012年から運用が開始され2022年3月22日に初めて発出された。ここでは電力需給ひっ迫注意報についてもあわせて記述する。

## 概要
東日本大震災による電力危機を踏まえて、電力の需給バランスが乱れると予想される場合に事前に国民に向けて節電への協力の呼びかけを行い、計画停電やいわゆる「ブラックアウト」などの大規模停電を防ぐことが目的の警報である。
この警報は、電力会社から需給の見通しや供給予備率について報告を受けた経済産業省の資源エネルギー庁が、情報の分析を行い発出の判断を行う。発出された場合はその旨をメディアや関係省庁、地方自治体などに通知し、各業界団体や国民、事業者の方々に向けて節電への協力の呼びかけを行うものである。
なお、この警報は発電所の故障や天候不順などで需給のバランスが乱れると事前に予想できるときに発表するものであり、地震などで突然需給バランスが乱れた場合はこの警報を発表せずに計画停電などを行う場合もある。
2022年5月17日、経済産業省は警報に加えて「注意報」および電力会社が発出する「準備情報」を新設する方針であると明らかにした。6月7日、政府は電力需給に関する検討会合を開催し、注意報・準備情報の新設を決定した。
新聞等では交ぜ書きを避けて「逼迫」と表記されることもある。

## 発出基準
2022年度夏季以降における発出基準は以下のとおりである。（2024年度時点）
| 名称                   | 予備率             | 発表のタイミング | 発表者           |
| ---------------------- | ------------------ | ---------------- | ---------------- |
| 電力需給ひっ迫警報     | 広域予備率3%以下   | 前日16時をめど   | 資源エネルギー庁 |
| 電力需給ひっ迫注意報   | 広域予備率5%以下   | 前日16時をめど   | 資源エネルギー庁 |
| 電力需給ひっ迫準備情報 | エリア予備率5%以下 | 前々日18時をめど | 一般送配電事業者 |

### 発出の流れ

#### 前々日
供給力の追加対策を行った場合でもエリア予備率が5%を下回ると予想されるとき、18時をめどに一般送配電事業者から準備情報を発信する。

#### 前日
さらにあらゆる供給対策対策を踏まえた場合でも広域予備率が5% - 3%となる見通しとなったときには注意報を、広域予備率が3%を下回る見通しとなったときは警報を、いずれも16時をめどに資源エネルギー庁が発令する。

#### 当日
警報発令時、需給状態が改善せず情報が更新された場合、あるいはさらに厳しい状況になった場合、続報が発令される。また注意報発令時においても、気象条件や発電所の計画外停止などで需給状況が変化し、広域予備率が3%を下回る見通しとなった場合、急遽警報へ変更されることがある。
警報・注意報ともに節電要請が行われる。
以上を行った後においても広域予備率が1%を下回る見通しとなった場合、対象エリア内に対し資源エネルギー庁からエリアメールを送信する。また計画停電を実施する場合、2時間程度前をめどに発表される。2024年度より、電力が不足するエリアのみに負担が集中することを避けるため、計画停電を実施する場合には広域ブロック単位で行うことが基本となった。
警報・注意報いずれにおいても、需給ひっ迫の恐れがなくなったと判断された場合には解除される。

## 発出例

### 2022年3月
2022年3月21日、 2012年の運用開始以来初の電力需給ひっ迫警報が東京電力管内で発令された。これは16日に福島県沖を震源とする地震が発生して原町火力発電所1号機や広野火力発電所6号機などの発電所6基が停止していたこと、また22日の天候が悪い上に気温が低下することが予想されたことによるものであった。
東京電力と経済産業省によって節電が呼びかけられたものの、東京電力管内の電力使用率が100パーセントを超えた。しかし企業による自家発電や揚水発電によって供給が続けられた。また、東北電力管内へも同様の理由で22日昼前に警報が発令された。
節電の効果が想定よりも小さかったことに起因して揚水発電用の貯水が尽き、20時以降に停電が発生する可能性が22日午後に開かれた経済産業省の会見で示された。22日夜には停電危機を回避できる目途が立ったとしたものの、警報自体は解除しなかった。
東北電力管内では23日の電力供給の余力について安定供給に必要とされる基準を確保できる見通しがたったとして、22日夜に警報を解除した。一方、東京電力管内では23日の午前中にかけて低温が予想され、また、23日朝時点の揚水発電所の発電可能残量が22日朝時点よりも少なく、引き続き需給が厳しい状況が見込まれるとして、23日も警報を継続すると発表した。
その後、安定供給できるめどがたったとして東京電力管内についても23日11時に警報を解除し、警報の対象地域はなくなった。
警報の発令を受け、22日には東京スカイツリーや東京タワー、東京都庁舎などが夜のライトアップを取りやめたり、縮小したりした。東京スカイツリーのライトアップが終日中止されたのは2012年の開業以来初であった。

### 2022年6月

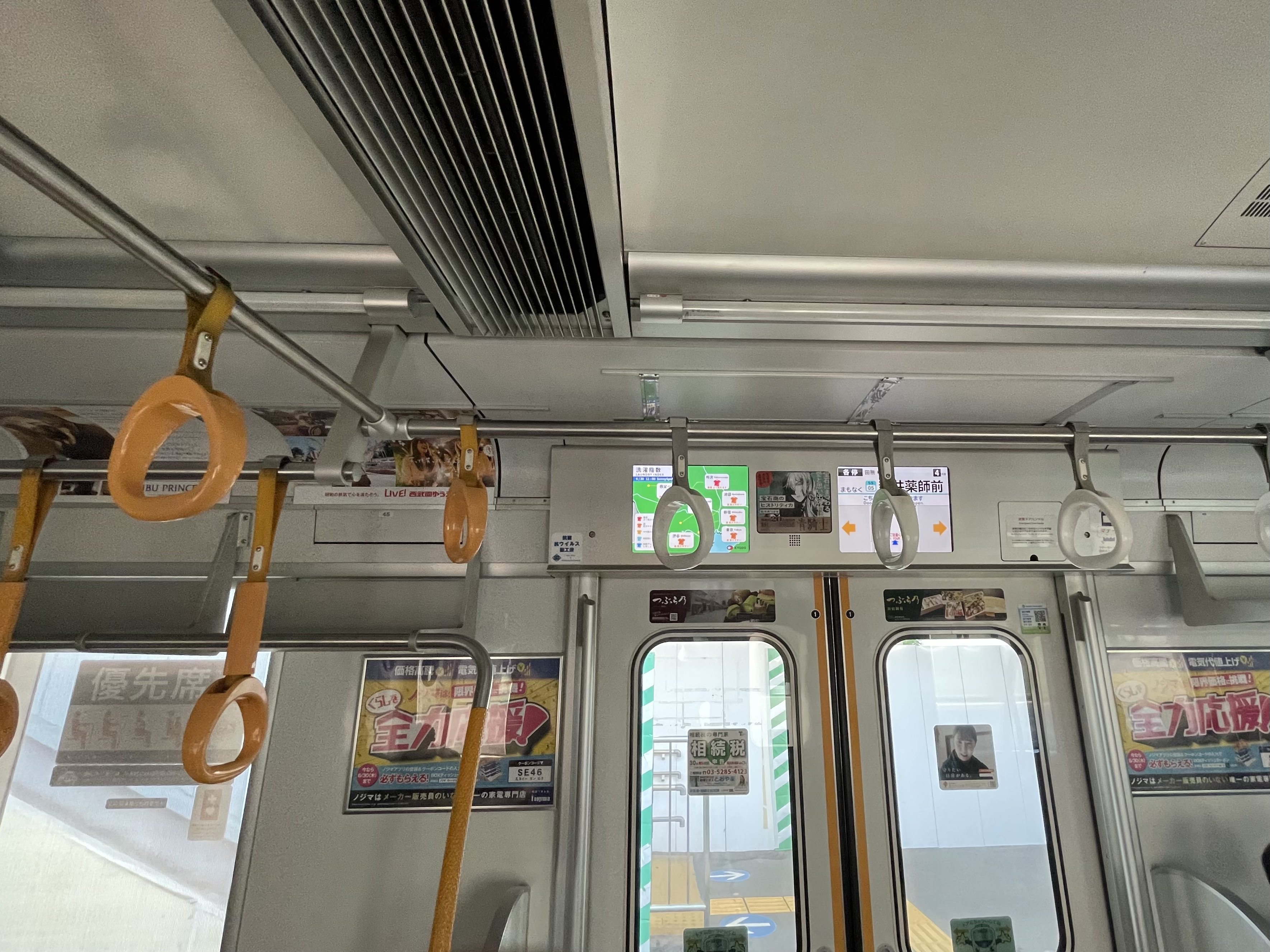
2022年6月30日の西武新宿線の車内。蛍光灯が消灯している。

6月26日、翌27日の東京電力管内において、当初の想定より気温の上昇が見込まれ予備率が5%を下回る見通しとなったことから、新設された電力需給ひっ迫注意報が初めて発令された。さらに28日についても厳しい暑さが見込まれ、予備率が5%を下回るとみられる時間帯があることから、同地域に対して注意報を継続することを27日夕方に発表した。また同日夕方、29日についても予備率が5%を下回る可能性があるとして、東京電力パワーグリッドは電力需給ひっ迫準備情報を初めて発表した。同じく東北電力管内・北海道電力管内についても、29日の予備率が5%を下回る可能性があるとして、東北電力ネットワークと北海道電力ネットワークも準備情報を発表した。28日夕方、東京電力管内の注意報を29日についても継続すると発表した。また同日、30日の東京電力・東北電力・北海道電力各管内における電力需給について前日に引き続き準備情報を発表した。29日夕方、30日における東京電力管内の注意報継続を発表した。30日夕方、東京電力管内で発令されていた注意報を同日18時で解除すると発表した。